# 竹筍里

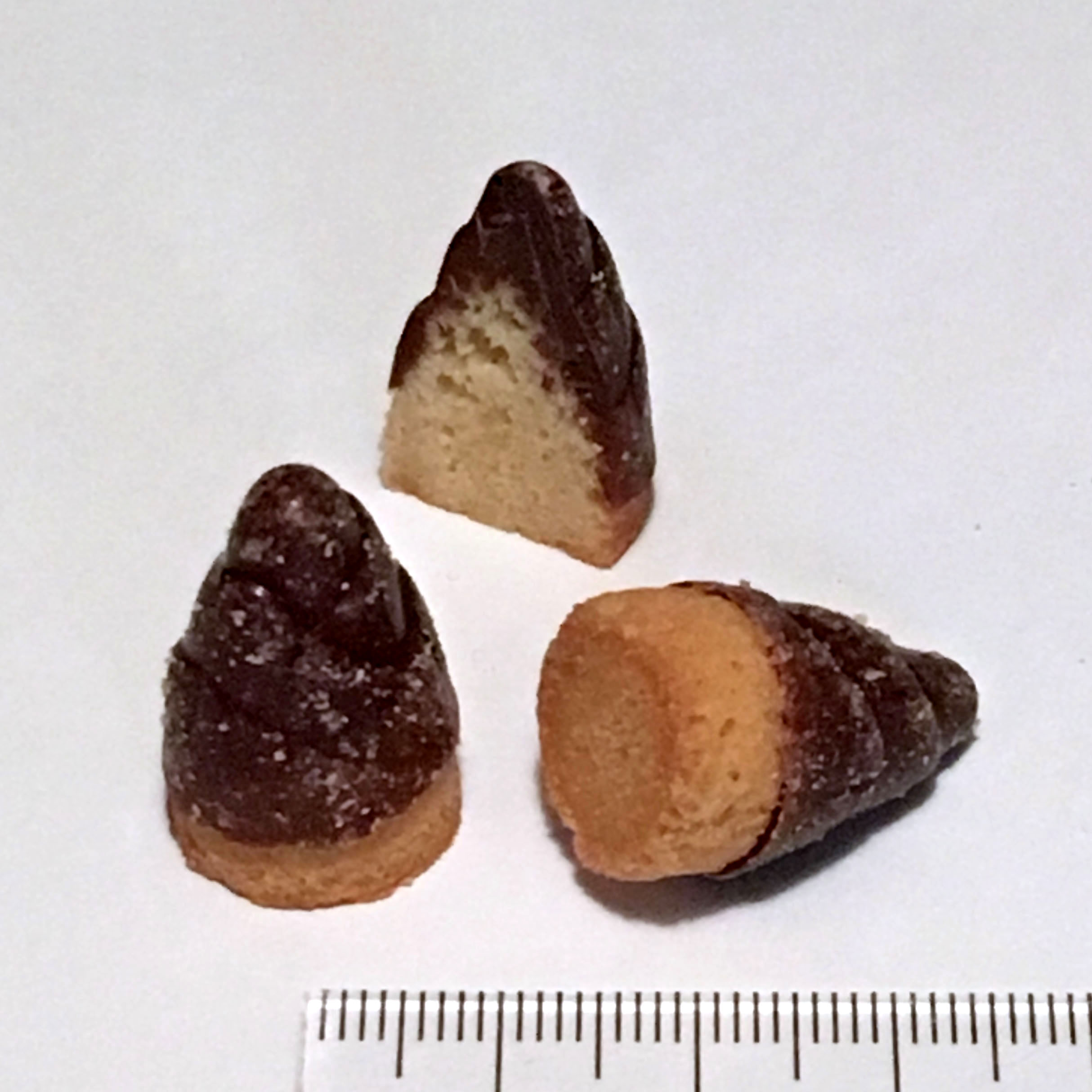
竹筍里

竹筍里（日语：／）是明治在1979年（昭和54年）開始製造販賣的一款巧克力零食，外型是長約2公分的小竹筍，以曲奇餅乾為核心並以巧克力覆蓋，為「蘑菇山」的姊妹产品。

## 外部連結
- 蘑菇山、竹筍里（明治官方網站） （页面存档备份，存于）
- 株式会社明治 官方網站 （页面存档备份，存于）